# Абаететуба
Абаететуба (на португалски: Abaetetuba) е град – община в североизточната част на бразилския щат Пара. Общината е част от икономико-статистическия микрорегион Камета, мезорегион Североизточен Пара. Населението на общината към 2010 г. е 141 054 души, а територията е 1610,743 km2 (1,14 д./km²).
Граничи с общините Баркарена, Игарапе-Мири и Можу.

## Наименование
Първоначално общината се нарича Абаетѐ, което на езика на индианците тупи означава силен, здрав човек, във физическо и духовно отношение.
На основание Наредба-Закон № 4.505, от 30 декември 1943, общината е преименувана на „Абаететуба“, за да се различава от едноименната „Абаете“ в щата Минас Жерайс. Общината се състои от градската част и от окръг Вила ди Бежа.